# Безукладников, Вячеслав Юрьевич
Вячесла́в Ю́рьевич Безукла́дников (7 сентября 1968, Свердловск — 10 июля 2001, София) — советский и российский хоккеист. Мастер спорта России международного класса. Участник чемпионата мира 1994 года (1/4 финала, 6 игр, 1+1).

## Биография
Воспитанник клуба «Автомобилист» (Свердловск). Подопечный Германа Чумачека.
Играл за команды: «Автомобилист» (Свердловск), СКА (Свердловск), «Лада» (Тольятти).
Чемпион России 1994, 1996 гг., обладатель кубка МХЛ 1994 г., серебряный призёр чемпионатов России 1993, 1995, 1997 гг., обладатель кубка Европы 1997 г.
В составе «Лады» провел 519 матчей, забросил 150 шайб, сделал 176 результативных передач. Всего в чемпионатах провел 536 матчей, забросил 156 шайб, сделал 164 результативные передачи и набрал 237 минут штрафного времени.
В составе национальной сборной команды России участвовал в чемпионате мира 1994 года (1/4 финала), провел 6 игр (1+1), стал серебряным призёром приза «Известий»-1993. Всего за сборную провел 22 матча, набрал 7 очков (3+4) и 8 минут штрафа.
4 июля 2001 года во время тренировочных сборов команды в Болгарии неожиданно почувствовал себя плохо. Был госпитализирован, но 10 июля скончался от цирроза печени.

## Семья
Старший брат Сергей Безукладников — хоккеист. Племянник Александр играл в мини-футбол в чемпионатах России за «Синару» (Екатеринбург) и глазовский «Прогресс».

## Память
Хоккейный клуб «Лада» учредил ежегодный турнир детских команд разных городов, в числе которых и Екатеринбург. Поскольку Безукладников все последние годы играл под номером «одиннадцать», состязаются на турнире его памяти 11-летние хоккеисты.